# Division No 6 (Manitoba)
Pour les articles homonymes, voir Division No 6.
La division No 6 est une des divisions de recensement du Manitoba (Canada).

## Liste des municipalités
Municipalité rurale
- Pipestone
- Sifton
- Wallace
- Woodworth

Ville (Town)
- Oak Lake
- Virden

Village
- Elkhorn

Réserve indienne

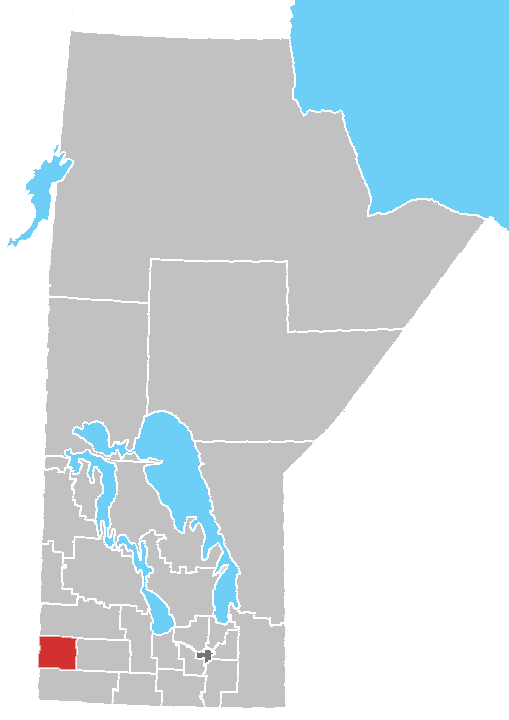
Localisation de la division No 6

- Canupawakpa Dakota First Nation (Oak Lake 59) (en)
- Sioux Valley First Nation